# Autoroute Bombay–Pune
L'autoroute Bombay–Pune (en anglais : Mumbai Pune Expressway ; en marathi : मुंबई-पुणे द्रुतगती महामार्ग), officiellement autoroute Yashwantrao Chavan (en marathi : यशवंतराव चव्हाण द्रुतगती महामार्ग) est la première autoroute construite en Inde, dans l'État du Maharashtra. C'est une autoroute à péage et accès limité, qui comporte six voies de circulation en béton. Elle parcourt les 93 km qui séparent Bombay, la capitale financière de l'Inde, de Pune, une métropole industrielle. Cette autoroute a introduit en Inde des critères de sécurité et de vitesse plus élevés en matière de circulation automobile.
L'autoroute a été mise en service à partir de 2000 et achevée en 2002. Elle réduit le temps du trajet entre les villes de Bombay et de Pune à environ deux heures. Pour des raisons pratiques, elle a remplacé l'ancienne section Bombay-Pune de la route nationale Bombay-Chennai (NH 4), qui était devenue extrêmement embouteillée et sujette à de nombreux accidents. L'autoroute commence à Kalamboli (près de Panvel) et se termine à Dehu Road (près de Pune). Elle traverse la pittoresque chaîne de montagnes de Sahyadri par des cols et des tunnels. Il y a cinq échangeurs sur le parcours : Kon (Shedung), Chowk, Khalapur, Kusgaon et Talegaon.
L'autoroute a deux chaussées à trois voies en béton, séparées par un terre-plein central, et des bandes d'arrêt d'urgence asphaltées ou en béton de chaque côté. Les véhicules de moins de quatre roues et les tracteurs agricoles ne sont pas autorisés à y circuler, sauf les semi-remorques. L'autoroute accueille environ 30 000 équivalents véhicules particuliers, mais est conçue pour un trafic allant jusqu'à 100 000.
L'autoroute Bombay–Pune a été construite et est exploitée par la Maharashtra State Road Development Corporation (MSRDC). Elle prévoit de prolonger l'autoroute en direction de Mumbai par une nouvelle section de 22 km, appelée l'autoroute Sion Panvel (Sion Panvel Expressway).

## Galerie

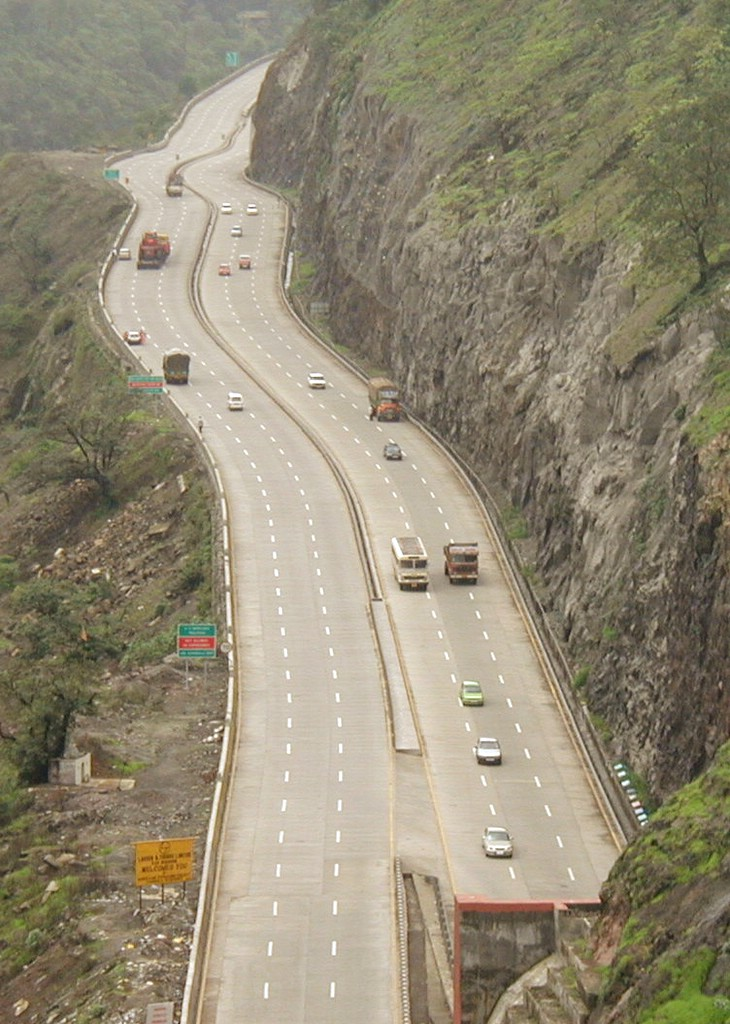
L'autoroute Bombay-Pune vue depuis Khandala
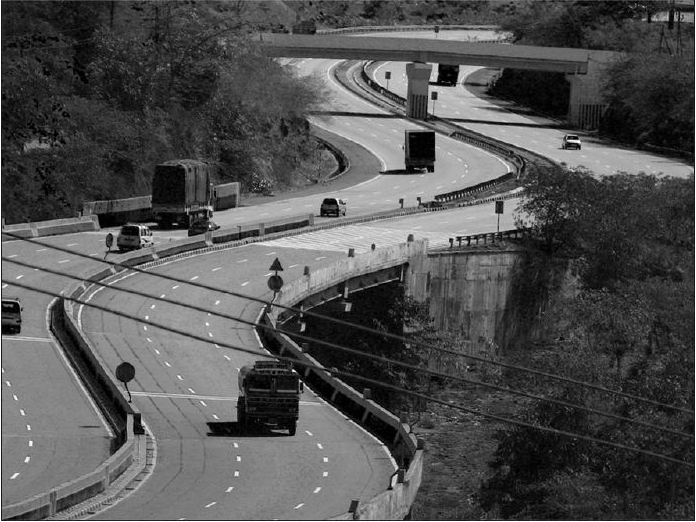
Vue de l'autoroute
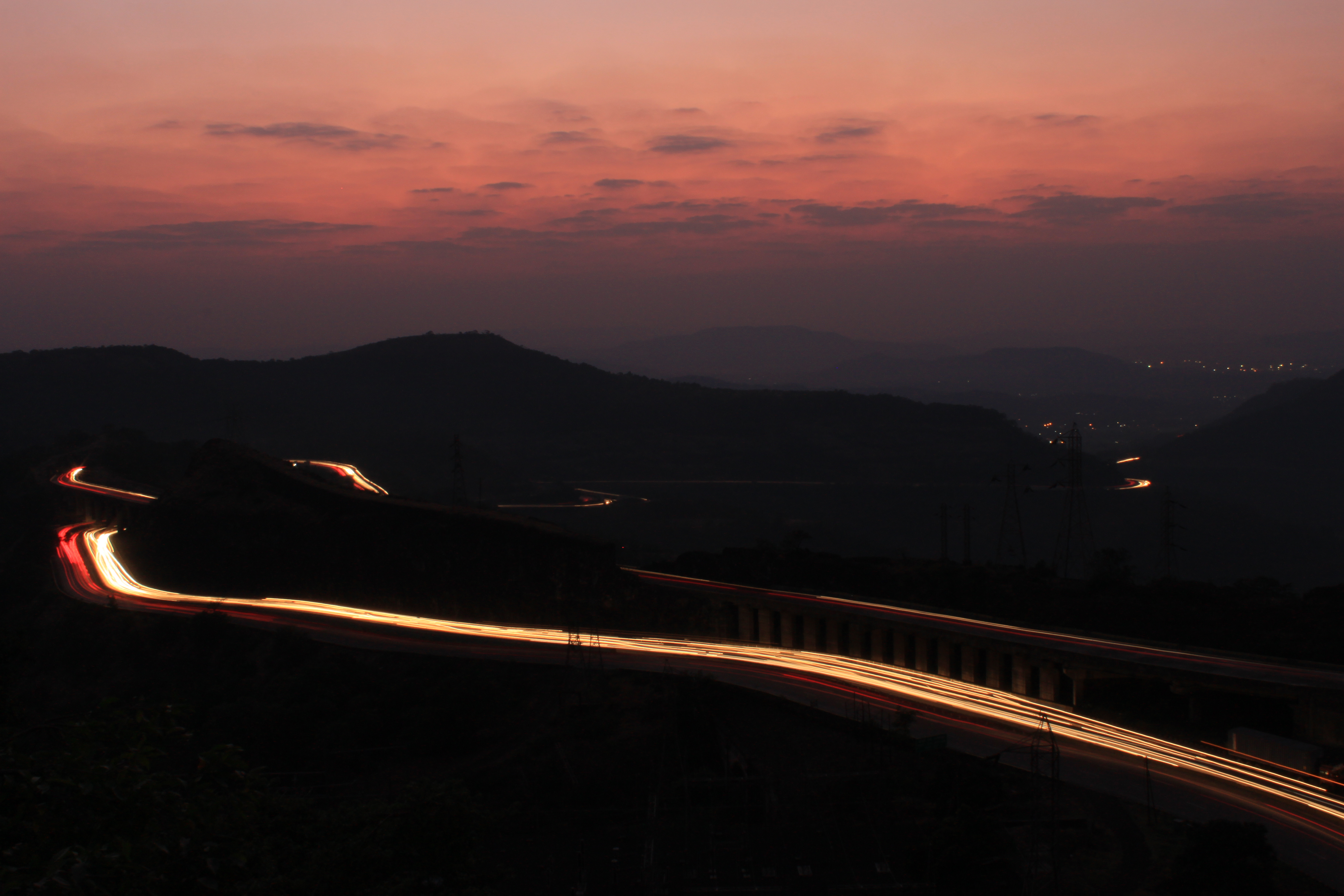
L'autoroute Bombay-Pune vue depuis Khandala, la nuit